# 10-cloro-1-deceno
El 10-cloro-1-deceno, o 10-clorodec-1-eno de acuerdo a la nomenclatura IUPAC, es un compuesto orgánico de fórmula molecular C10H19Cl. Es un haloalqueno lineal de diez carbonos con un átomo de cloro unido a uno de los carbonos terminales y un doble enlace en el extremo opuesto de la cadena carbonada.

## Propiedades físicas y químicas
A temperatura ambiente, el 10-cloro-1-deceno es un líquido con una densidad ρ = 0,903 g/cm³. Tiene su punto de ebullición a 223 °C y su punto de fusión a -14 °C, siendo estos valores estimados.
El valor del logaritmo de su coeficiente de reparto, logP = 5,24, indica que es mucho más soluble en disolventes apolares que en disolventes polares.

## Síntesis
El 10-cloro-1-deceno se sintetiza haciendo reaccionar 9-deceno-1-ol en piridina con cloruro de tionilo durante 8 horas y media a 70 °C. Tras la reacción, la disolución resultante se diluye con diclorometano y se lava con una disolución acuosa de hidróxido de potasio. La fase orgánica se seca sobre sulfato de magnesio y luego se concentra a presión reducida. El rendimiento obtenido con este procedimiento alcanza el 95%.
La conversión de 9-deceno-1-ol a 10-cloro-1-deceno también se puede hacer de manera eficiente usando como reactivo cloruro de 2-cloro-1,3-dimetil-4,5-dihidro-1H-imidazol-3-io. En este caso, el rendimiento es del 99%.
La clorodescarboxilación de ácido 11-undecenoico, empleando acetato de plomo (IV) combinado con cloruro de amonio, permite obtener 10-cloro-1-deceno con un rendimiento del 42%. Es una reacción de estado sólido que se realiza en ausencia de disolvente a temperatura ambiente mediante la agitación constante de la mezcla de reactivos.

## Usos
El 10-cloro-1-deceno se ha usado en la alquilación de 2-fenilpiridina, reacción catalizada por rutenio (II) y asistida por carboxilato.
También se emplea en la síntesis de polímeros de cristal líquido que exhiben ferroelectricidad a temperatura ambiente y cuya alta velocidad de respuesta a factores externos hace que puedan usarse como elementos de visualización para mostrar imágenes en movimiento.